# Вест-Сайд-Хайвей
Ве́ст-Са́йд-Ха́йве́й (англ. West Side Highway; офиц. Магистраль Джо Ди Маджо, англ. Joe DiMaggio Highway) — автомагистраль на западе боро Манхэттен, Нью-Йорк. Протяжённость автомагистрали составляет 8,51 км. Она берёт начало от Бэттери-парка, проходит вдоль береговой линии реки Гудзон и заканчивается на Западной 72-й улице, переходя в магистраль Генри Гудзона. Количество полос движения на магистрали составляет от 6 до 8. Участок от 59-й до 72 улицы проходит по эстакаде.

## История

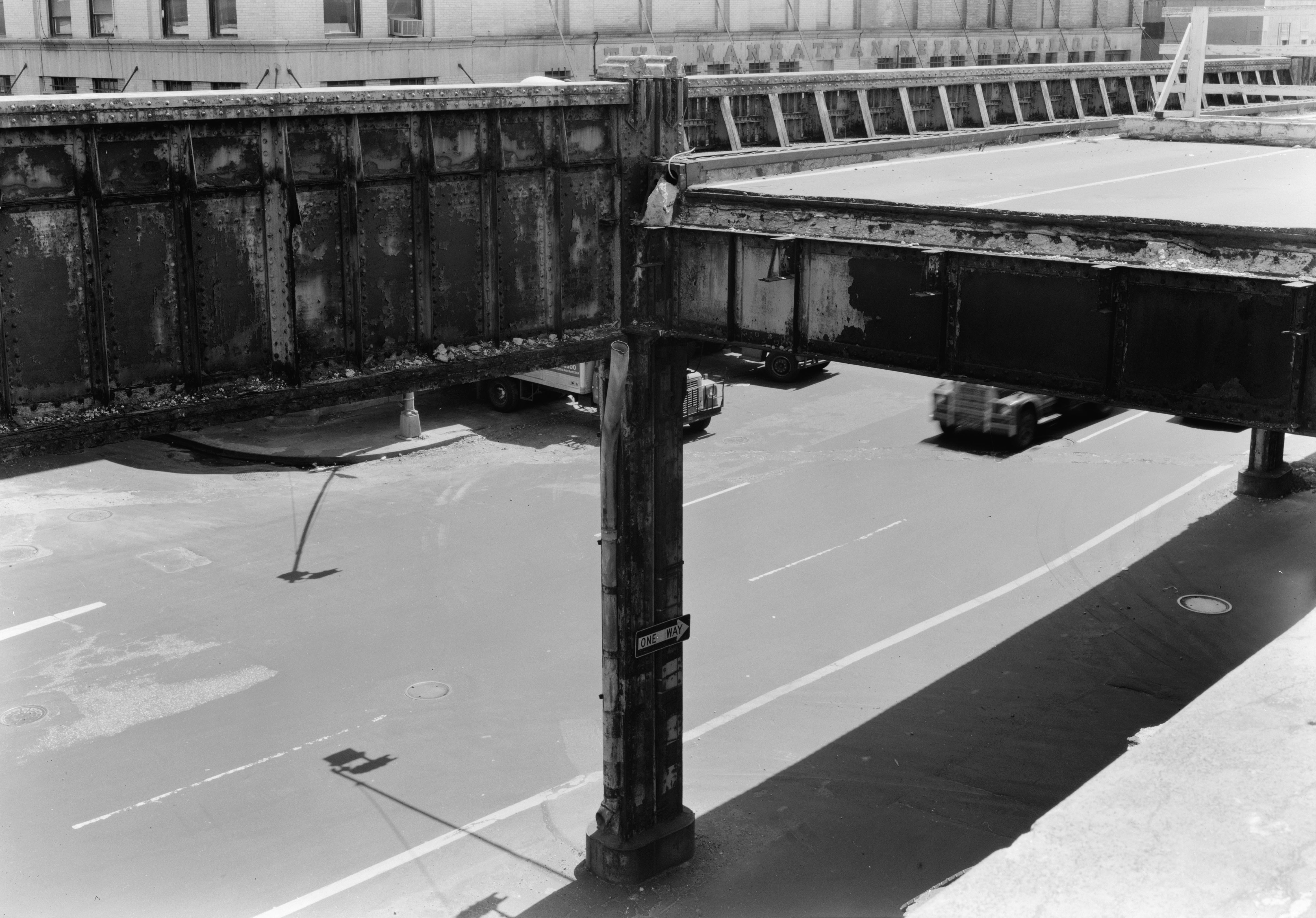
Обрушившаяся секция старой автомагистрали

На месте современной магистрали прежде находилось шоссе Вест-Сайд-Элевейтед-Хайвей англ. West Side Elevated Highway. Оно было проложено в 1929—1951 годы. Несмотря на новаторские решения, применявшиеся при его проектировании, шоссе не могло полностью выполнять своих функций. Так, оно было не приспособлено для грузового транспорта. 15 декабря 1973 года, когда по шоссе проезжал гружёный грузовик, одна из секций обрушилась. После этого значительная часть магистрали была закрыта для движения.
В 1971 году, за два года до обрушения, компания Urban Development Corporation предложила привести шоссе к стандартам межштатных автомагистралей и преобразовать его в магистраль I-478. План был поддержан тогдашним губернатором штата Нью-Йорк Нельсоном Рокфеллером и мэром Нью-Йорка Джоном Линдси. В 1974 году проектируемая магистраль получила название «Вестуэй» (англ. Westway). Одно время против проекта выступали Хью Кэри и Эд Коч. Однако после избрания на должности, соответственно, губернатора штата и мэра города, они изменили своё отношение к постройке «Вестуэя» на противоположное. В 1981 году план строительства был поддержан Рональдом Рейганом. Федеральное правительство США выделило на проект 2,1 млрд $. Однако в 1982 году судья Томас Гриса из Суда по Южному округу штата Нью-Йорк наложил запрет на воплощение проекта, обосновав своё решение тем, что сооружение магистрали по предложенному проекту негативно скажется на популяции полосатого окуня в реке Гудзон. Оно было подтверждено Апелляционным судом второго округа США. Газета The New York Times, поддерживавшая строительство Вестуэя, негативно отозвалась о закрытии проекта:

Почему проект, предлагавший столь многое и столь многим, в конце концов провалился, как старый Вест-Сайд-Хайвей? <…> — из-за боязни автомобилей.
Оригинальный текст (англ.)Why did a project offering so much to so many finally fall as flat as the old elevated West Side Highway it was to replace? <…> — horror of the automobile.
Вместо отвергнутого проекта было принято решение о существенной реконструкции уже имеющейся инфраструктуры. На новый проект было выделено 811 млн $. Его осуществление началось в апреле 1996 года. Надземный участок между 59-й и 72-й улицами был перестроен, а участки дорог к югу от 59-й улицы были объединены в единую магистраль. Также в рамках проекта в 1998 году вдоль магистрали был разбит Хадсон-Ривер-парк. В 1999 году, некоторое время спустя после смерти выдающегося бейсболиста Джо Ди Маджо, магистраль была переименована в его честь. Реконструкция магистрали была завершена в августе 2001 года.